# Abdel Fattah Yahya Ibrahim Pasha
Abdel Fattah Yahya Ibrahim Pasha, född 1876, död 1951, Egyptens regeringschef, 15 mars 1923–26 januari 1924 och 22 september 1933-15 november 1934. Han tjänstgjorde som utrikesminister 1930–1933, 1933–1934 och 1937–1939.